# Georges Lamia
Georges Lamia (14. marts 1933 i La Calle, Fransk Algeriet – 10. marts 2014) er en tidligere fransk fodboldspiller, der spillede som målmand. Han var på klubplan tilknyttet OGC Nice og Rennes FC, og spillede desuden syv kampe for det franske landshold. Han var med på det franske hold til EM i 1960.